# Hintersee (Ramsau)

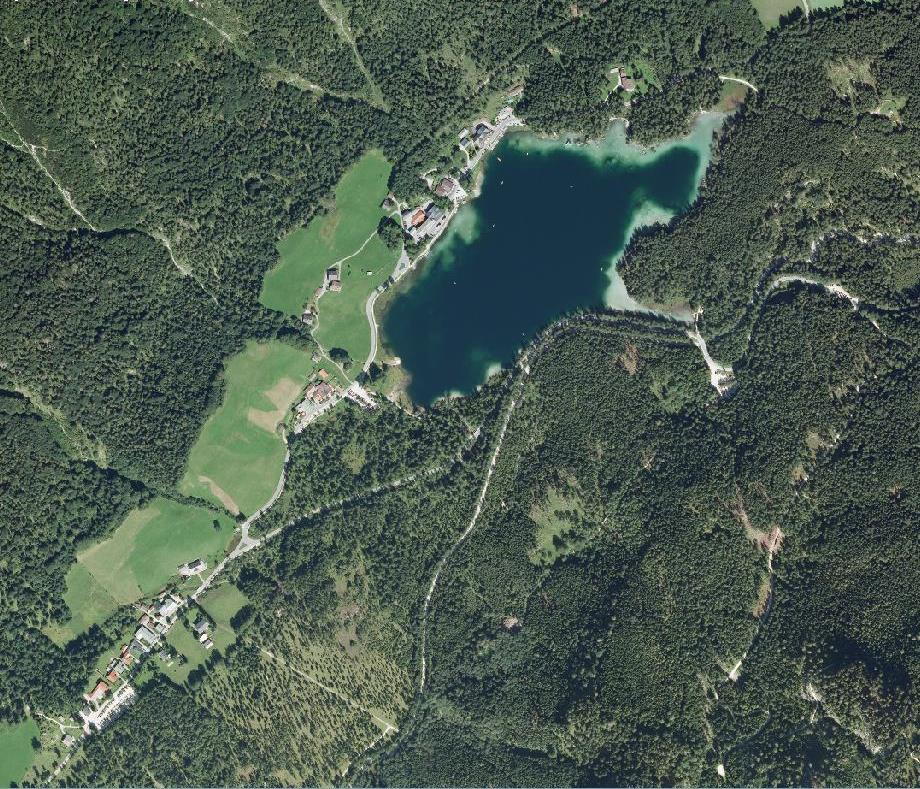
Ảnh chụp từ trên không (orthophoto)

Hintersee là một phần của xã Ramsau bei Berchtesgaden.

## Vị trí
Địa điểm được phân loại theo thống kê chính thức như một ngôi làng  và lấy tên từ hồ Hintersee, trên bờ phía tây nó kéo dài hơn 1.600 mét theo hướng tây nam đến Gasthof Auzinger, và tiếp tục đến Klausbachhaus (Địa điểm thông tin vườn quốc gia) ở đường Hirschbichlstraße. Làng này nằm trong xã Ramsau có biên giới với rừng Hintersee, từng là một khu vực tự trị  không thuộc xã nào. Từ Tháng 1 năm 1984 nó thuộc xã Ramsau. Ranh giới của xã chạy dọc theo bờ tây, trong khi bản thân Hintersee đã là một phần của Forst Hintersee.

## Lịch sử
Qua làng Hintersee ngày nay, một tuyến đường thương mại quan trọng dẫn qua Hirschbichl tới Pinzgau, có lẽ cũng góp phần vào việc định cư đầu tiên của làng Ramsau sau khi tu viện Berchtesgaden được thành lập.
Là một trong những tuyến Postbus đầu tiên, tuyến Berchtesgaden - Hintersee  được thành lập vào năm 1907 ở mặt tiền của ga xe lửa Berchtesgaden, điều này cũng giúp phát triển du lịch ở vùng này.

### Phát triển dân số

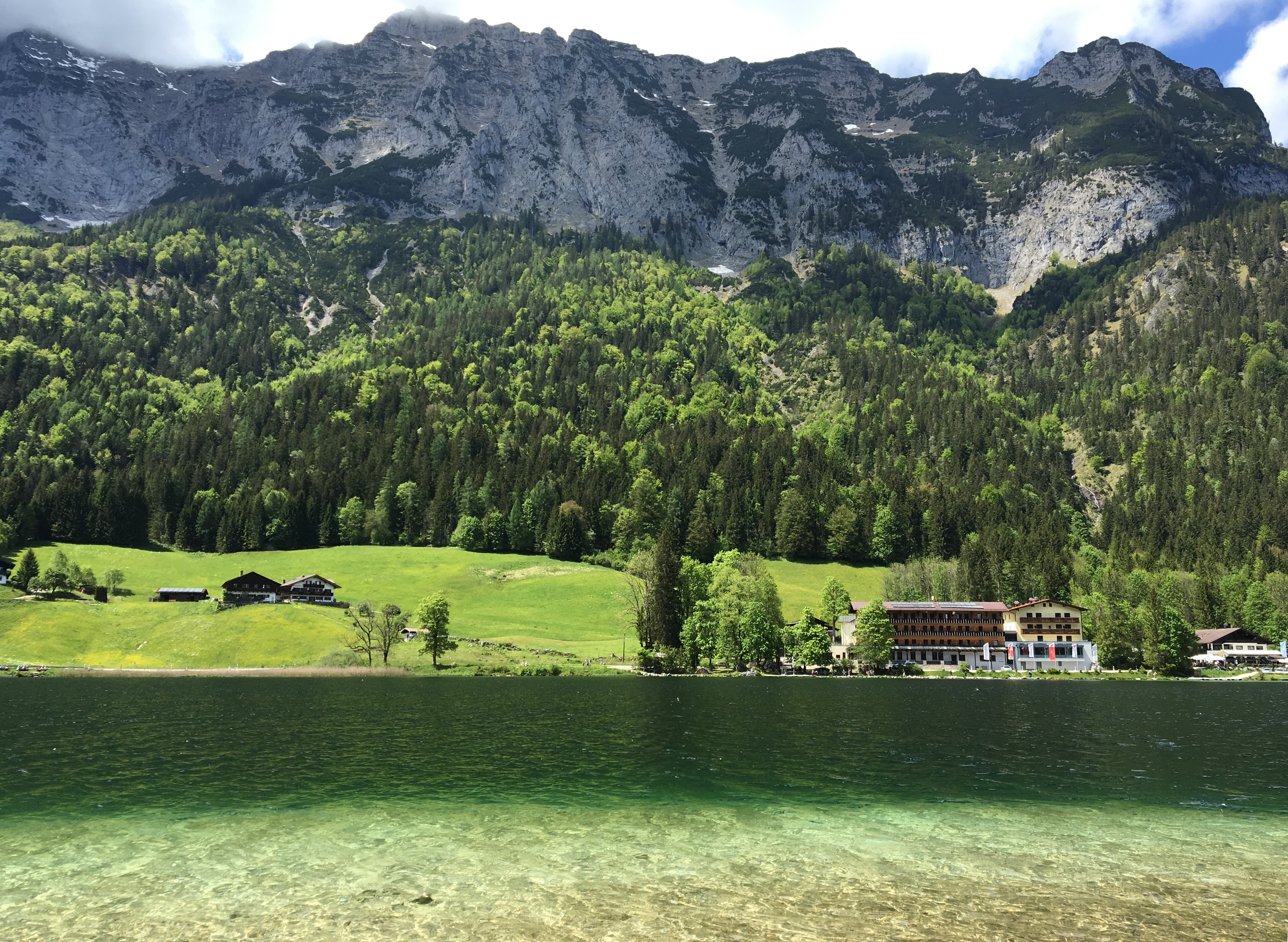
Bờ hồ, từ trái sang Phải: nhà trọ Kainzierlhof, nhà khách CVJM (đang được cải tạo) và nhà trọ Seeklause

Trong cuộc điều tra dân số năm 1961, có 176 cư dân trong 25 tòa nhà dân cư ở Hintersee và vào năm 1964, đó là một phần của xã Ramsau, phía tây nam của thôn Antenbichl.  Trong dữ liệu của cuộc điều tra dân số ngày 25 Tháng 5 năm 1987 Hintersee được xem như một ngôi làng chỉ có 95 cư dân sống trong 22 tòa nhà trong 37 căn hộ. 

## Văn hóa và thắng cảnh

### Phong cảnh
Bạn cũng có thể đến được Hintersee trên con đường xuyên qua khu rừng Zauberwald. Zauberwald  là một khu vực với các tảng núi đá nằm giữa các bụi cây, được cho là có một bầu không khí lãng mạn phản ánh trong tên của nó.

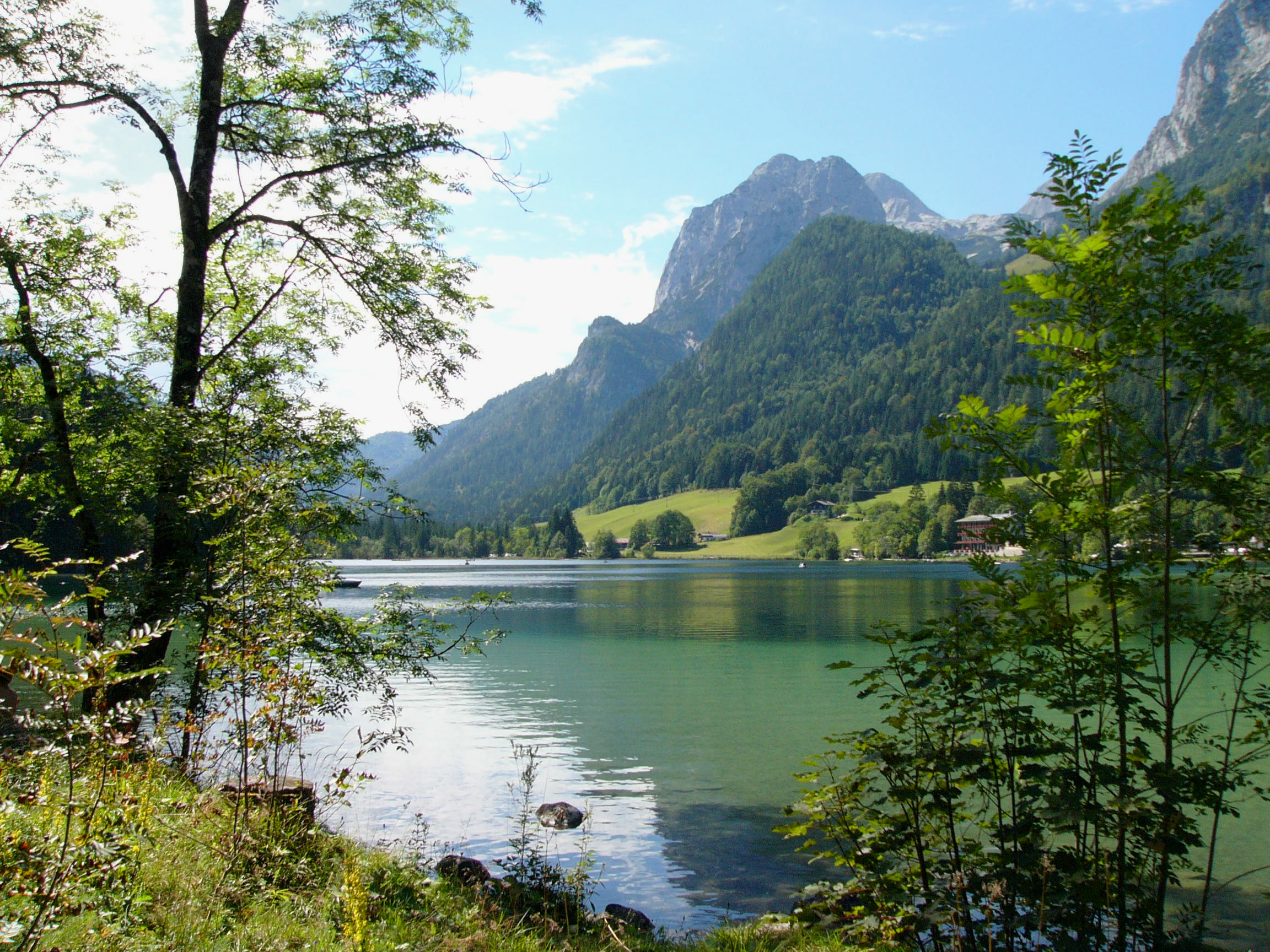
Một phần của Hintersee
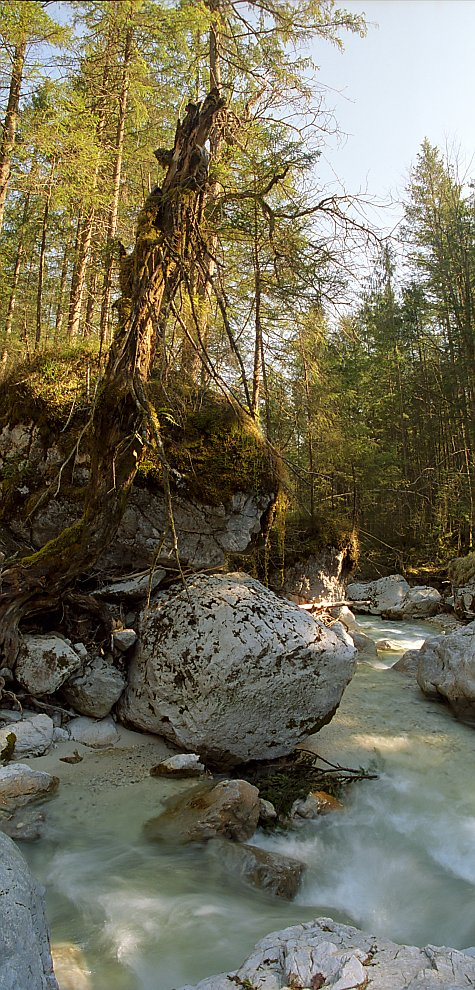
Khu rừng ma thuật

Vườn quốc gia Berchtesgaden, Vườn quốc gia Alpine duy nhất ở Đức, nằm cùng với Wimbachklamm và Wimbachtal ở một phạm vi rộng lớn trong khu tự quản Ramsau. Tại lối vào thung lũng Klausbach không xa Hintersee, Klausbachhaus lịch sử, đã được chuyển đến đó, đóng vai trò là điểm thông tin về vườn quốc gia và là điểm khởi đầu cho nhiều chuyến đi bộ đường dài và du ngoạn trong khu vực vườn quốc gia.

### Các tòa nhà

#### Tòa nhà thế tục
- Gasthof Auzinger là một quán trọ [4] truyền thống, được liệt vào nhà được bảo tồn.
- Klausbachhaus (trước đây là Laroslehen), khu dân cư đã được di dời của một thái ấp Berchtesgaden được bảo tồn, ngày nay là địa điểm thông tin về Vườn quốc gia

#### Tòa nhà tôn giáo
- Nhà nguyện Antoni có mái che, nhà thờ được bảo tồn, đã được xây dựng từ thế kỷ 17

### Hội họa phong cảnh
Trong thế kỷ 19 từ những năm 1830 trở đi, một nhóm các họa sĩ nổi tiếng đã tới Hintersee, chủ yếu từ đại diện của trường phái Munich và Vienna, bao gồm: Wilhelm Busch,  Carl Rottmann,  Ludwig Richter, Carl Schuch,  Karl Hagemeister,  Thomas Fearnley,  Friedrich Gauermann,  Ferdinand Waldmüller  và Frederik Christian Kiærskou (1805-1891).   Nhiều người trong số họ xem nhà trọ Auzinger và nhà tiền nhiệm của nó, Hint. See Wirth là điểm hẹn và nhà trọ. 

## Kinh tế và Cơ sở hạ tầng

### Du lịch
Hintersee là điểm khởi hành cho nhiều chuyến đi bộ đường dài và du lịch núi đến các dãy núi Hochkalter và Reiter Alpe và vào Klausbachtal theo hướng Hirschbichl.